# Bahn (cratera)
Bahn é uma cratera marciana. Tem como característica 12.3 quilômetros de diâmetro. Deve o seu nome a Bahn, uma localidade da Libéria.